# Lovorikovac
Lovorikovac je nenaseljeni otočić u hrvatskom dijelu Jadranskog mora.
Njegova površina iznosi 0,061 km². Dužina obalne crte iznosi 1,08 km.